# Auguste Zurfluh
Auguste Zurfluh (né 33 rue Jacob à Paris 6e le 13 juin 1871 et mort le 15 juin 1941 à Bénévent-l'Abbaye), fils de Charles Joseph Zurfluh et Cunegonde Becker, est un guitariste, harpiste, compositeur et éditeur de musique Français. Il se maria en 1899 à Marthe Gabrielle Coulangeon et eu 2 filles, Eliane Zurfluh et Sylvie Raynaud-Zurfluh.

## Biographie
Auguste Zurfluh a étudié la guitare à Paris avec Miguel Llobet. Il a travaillé comme guitariste à l'Opéra comique de Paris. Il était ami avec Francisco Tárrega, David del Castillo (de), José Ferrer et Alfred Cottin. Lucien Gélas et Carl Henze (de) furent ses élèves.
Il compose notamment la Romance sans paroles qu'il dédie à une de ses élèves, Mlle. Pierette du Bousquet.

## Compositions
- Chant d'oiseaux (op.6)
- La Turquoise (op.53)
- À travers les nénuphars (op.54)
- Ronde joyeuse (op.134)
- Bella donna (op.135)
- Clair de lune (op.136)
- Fantaisie espagnole
- Légende
- Marche andalouse
- Romance sans paroles

## Éditions Auguste Zurfluh
Il fonda sa propre maison d'édition en 1909 à Paris, les éditions Auguste Zurfluh.
Il y publia plus de 130 articles de salon pour guitare, mandoline et voix, ainsi qu’une école de guitare en français (Méthode théorique et pratique des études et exercices), en allemand et en anglais. Certaines de ses œuvres ont été publiées à titre posthume par les éditeurs Paul Beuscher et Henry Lemoine.